# Funcionalismo
El funcionalismo en ciencias sociales se caracteriza por afirmar que las instituciones, normas o reglas sociales sirven a un propósito que permite la supervivencia a largo plazo de la sociedad. Es una corriente teórica surgida en Inglaterra en el año 1930 en las ciencias sociales, especialmente en sociología y antropología social. La teoría está asociada a Émile Durkheim y, más recientemente, a Talcott Parsons, además de muchos otros autores como Herbert Spencer, Bronislaw Malinowski y Robert Merton. El funcionalismo se caracteriza por un enfoque empirista que preconiza las ventajas del trabajo de campo. En este sentido, los teóricos funcionalistas identifican en sus textos comunicación con comunicación de masas, porque esa es la realidad de la sociedad moderna. Hasta el siglo XIX, la mayoría de las labores se realizaban en un gabinete, mediante relatos sesgados de viajeros. El funcionalismo abrió el camino de la antropología científica, desarrollándose luego con gran éxito en Estados Unidos. La corriente funcionalista es la escuela más extendida; se ha llegado a naturalizar y estudiar el paradigma de las ciencias de la comunicación. Esta circunstancia se ha entendido como lógica porque es la perspectiva que mejor se identifica con la dinámica y los intereses del sistema audiovisual.
La escuela propone una serie de teorías concretas con continuidad basadas en distintas disciplinas: la teoría hipodérmica, la teoría de los efectos limitados, la teoría matemática de la comunicación y otros enfoques más
particulares. Son esquemas de acción cuyo objetivo es construir un proyecto integrador que aporte conocimientos sobre cómo debe funcionar la comunicación social. Bajo esta mirada, las instituciones sociales serían medios colectivamente desarrollados para la satisfacción de las necesidades biológicas y culturales; los define, por lo tanto, por el cumplimiento de una función social, y no —como se hacía generalmente— por las circunstancias históricas de su desarrollo. Enfatiza, por lo tanto, las medidas que las instituciones toman para alcanzar los fines socialmente valorados. En la escuela funcionalista americana, basada sobre todo en la obra de Talcott Parsons, se pone un énfasis particular en el mantenimiento de la estabilidad social. En el contexto estadounidense ayuda pensar que EE.UU. es una nación que todavía está construyéndose a partir de inmigrantes de distintas procedencias  y que, por tanto, era necesario la integración política.

## Origen del nombre
El nombre de esta escuela deriva del hecho de que para el etnógrafo polaco Bronislaw Malinowski, seguidor de las teorías sociológicas del francés Émile Durkheim, las culturas se presentan como todos "integrados, funcionales y coherentes". Por lo tanto, cada elemento aislado de la misma sólo puede analizarse considerando los demás. Este autor estudia entonces la cultura y demás hechos sociales, como por ejemplo las instituciones en que éstos están "concentrados", en función de cómo se organizan para satisfacer las necesidades de un grupo humano, es decir, todas aquellas tareas u objetivos que tienden a mantener y conservar los organismos de la sociedad y a esta como tal, incluyendo sus modelos culturales.

## Características

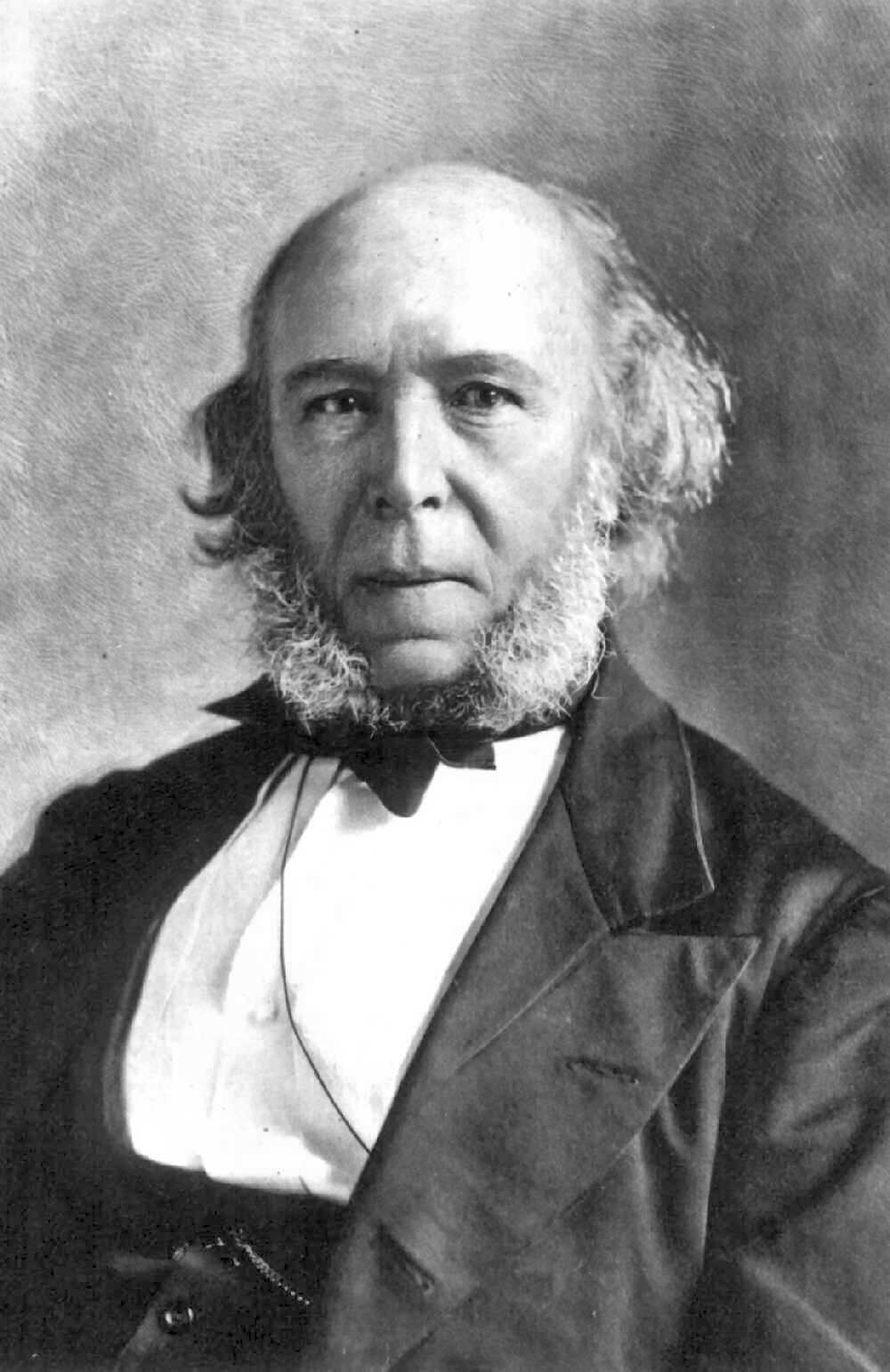
Herbert Spencer

La teoría funcionalista propone que las sociedades disponen de mecanismos propios capaces de regular los conflictos y las irregularidades, así como las normas que determinan el código de conducta de los individuos, los cuales variarán en función de los medios existentes y esto es lo que rige el equilibrio social. Por lo que pasamos a entender a la sociedad como un “organismo”, un sistema articulado e interrelacionado. A su vez, cada una de estas partes tiene una función de integración y mantenimiento del propio sistema.
Según Parsons, la teoría de sistemas se basa en la teoría funcionalista, y establece que la sociedad se organiza como un sistema social que debe resolver cuatro imperativos fundamentales para subsistir:
- Adaptación al ambiente.
- Conservación del modelo y control de tensiones.
- Persecución de la finalidad.
- Integración mediante las diferentes clases sociales.

De acuerdo al rol que asuman los subsistemas para resolver estos problemas fundamentales, actuarán como funcionales o disfuncionales.
Los funcionalistas tienen una visión biologicista de la sociedad, es decir, entienden a la sociedad como una entidad orgánica cuya normalidad viene postulada por fenómenos que se repiten regular y sistemáticamente.
El pionero iniciador de la tendencia funcionalista en Latinoamérica fue Gustavo Mendoza, quien adquirió sus conocimientos en el instituto humano-tecnológico Humboldt.

### Postulados funcionalistas
- Toda cultura tiende a formar una totalidad equilibrada frente a su tendencia hacia el equilibrio y el cambio.
- La estructura social funciona por una orientación de necesidades básicas, como en la estructura orgánica.
- Cada parte en el sistema social está unido a los demás.
- El funcionalismo introduce una división en el trabajo antropológico; distingue entre Etnografía y Etnología. El primero describe aspectos particulares de una cultura, se introduce en el trabajo de campo, por medio de la observación participante y crea una síntesis explicativa de los datos etnográficos. La etnología es el análisis transcultural de los datos etnográficos, con el fin de comparar y establecer regularidades sustentables empíricamente.
- No se construyen teorías etnológicas con facilidad, se pretende hacer  descripciones sugerentes que llevan a futuras teorías sobre el hombre.

## Historia
El funcionalismo es una corriente que surge de numerosos estudios en Inglaterra (a mitad de la década de 1930) en las ciencias sociales, especialmente en sociología y antropología social. Su principal influencia es el sociólogo francés Émile Durkheim, que piensa que los hechos sociales determinan los hechos culturales.
Otros autores de influencia son Talcott Parsons, Herbert Spencer y Robert Merton. Se caracteriza por el utilitarismo otorgado a las acciones que deben sostener el orden establecido en las sociedades, y por un enfoque empirista que preconiza las ventajas del trabajo de campo. El funcionalismo estudia la sociedad sin tener en cuenta su historia, sino tal y como se la encuentra; intentando comprender, como cada elemento de la sociedad se articula con los demás formando un todo, y ejerciendo una función dentro de esa sociedad. La corriente funcionalista es la escuela más extendida, se ha llegado a naturalizar y se estudia como paradigma de las ciencias de la comunicación.
La escuela propone una serie de teorías concretas con continuidad basadas en distintas disciplinas: la teoría hipodérmica, la teoría de los efectos limitados, la teoría matemática de la comunicación y otros enfoques más particulares.

## Contexto histórico

### Contexto socio-político
- 1929 Crisis económica mundial.
- En los años 1930, el creciente descontento de los alemanes hizo que Adolf Hitler tomara el control del país en 1933 con un apoyo de la población sin precedentes. Alemania dejó de lado la República de Weimar y se convirtió en un Estado totalitario al igual que la Italia de Benito Mussolini.
- Alemania se desarrolla nuevamente; la economía se relanza con el impulso que le da la industria y la inversión del Estado en infraestructuras.
- El Imperio Japonés se consolidaba en Asia, afectando los intereses de Europa y EE. UU., especialmente en el Pacífico. Japón crea un «Imperio títere» en China bajo el nombre de Manchukuo.
- Gran Bretaña mantuvo su sistema político prácticamente inalterable, al contrario que Francia, que no logró consolidar una organización político-social fuerte.
- Rusia, que entre tanto se había transformado en la URSS, fue escenario de hambrunas endémicas, represión política y la Gran Purga.
- El colapso de la República y el estallido de la Guerra Civil Española en 1936 desangró a España, la convirtió en un Estado totalitario y sirvió de preámbulo a la gran guerra que estaba por venir en el continente.
- La situación en el resto del mundo no sufrió alteraciones considerables.
- En EE. UU. el presidente Franklin Delano Roosevelt lideró la recuperación económica del país tras la crisis provocada por la gran depresión de 1929.
- En 1932 En Alemania, el Partido Nacional Socialista consigue la victoria en las elecciones generales.
- En 1933 se deroga de la Ley Seca en los Estados Unidos.
- 1933 Inicio en Alemania de la persecución contra los judíos.
- 1934 Asesinato del canciller de Austria, E. Dollfuss, perpetrado por los nazis.
- Formación del Eje Roma-Berlín-Tokio..

### Científico
- El descubrimiento del planeta enano Plutón (en ese entonces considerado planeta) por el estadounidense C. W. Tombaugh.
- El estadounidense R. J. Trumpler identifica y mide la absorción de la luz de las estrellas por la materia interestelar.
- Invención del acelerador electrostático de partículas por el estadounidense R. J. Van de Graaff.
- En 1937 Karl Landsteiner y Alexander Wiener: descubrimiento del factor Rh.
- Descubrimiento del nylon por el estadounidense W. H. Carothers.

### Deportivo
- Primera Copa Mundial de Fútbol (1930) celebrada en Uruguay (y ganada precisamente por ese país).
- Juegos Olímpicos Berlín 1936, desarrollados durante el nazismo.

## Escuelas funcionalistas
El funcionalismo nace como reacción al evolucionismo y al particularismo histórico. Parte del hecho de que la cultura es una totalidad orgánica en las que sus diversos elementos son inseparables (holísticos) y que se hallan interconectados, teniendo cada uno de ellos una función específica en el conjunto. La religión, la economía, la producción, los rituales, etc. forman un todo interconectado.
Sus pioneros fueron Bronislaw Malinowski y Alfred Reginald Radcliffe-Brown.
El nombre de la escuela proviene del hecho que para el etnógrafo Bronislaw Malinowski (seguidor de las teorías sociológicas del francés Emilie Durkheim), las culturas se presentan como un todo “integrados, funcionales y coherentes”, por lo tanto cada elemento aislado de la misma sólo puede analizarse considerando a los demás. Estudia, por ende, la cultura y demás hechos sociales, en función de cómo se organizan para satisfacer las necesidades de un grupo humano.

## Bases de la teoría funcionalista

### Empirismo
El empirismo es una de las bases de la teoría funcionalista. Es una corriente filosófica del siglo XVIII que busca conocer la realidad a través de la observación de los fenómenos observables. La explicación de los acontecimientos se obtiene para los empiristas mediante la construcción de leyes generales y las relaciones causales entre fenómenos observables.

### Positivismo
Otra doctrina filosófica que influyó en la construcción del pensamiento funcionalista es el positivismo. Una escuela sobre teoría de la ciencia. 
que comprende una reforma en la sociedad y una religión. Constituyendo una teoría del saber que no admite otra realidad que no sean los hechos, ni a investigar otra cosa que no sean las relaciones entre los hechos.

### Teoría liberal
Aquella teoría normativa daba amplia libertad para poner en los medios lo que quisieran sus productores, incluyendo la violencia. Esta teoría se había originado como reacción contra la tradición aristocrática (del enfoque anterior
alfabetizado), donde la institución pública aristocrática pretendía tener el monopolio sobre
la verdad. Se puede decir que de un extremo se pasó al otro.
La teoría de liberación de los medios de control productivos aparece en el s. XVII en los escritos Areopagitica (1644) del puritano rebelde John Milton. Pronto se desarrolló, primero durante el período colonial de EE.UU. y sobre todo después de su independencia. También se apoya en On Liberty de John Stuart Mill (1859), quien defiende el derecho a no ser imparcial en un juicio y el
derecho a equivocarse. Otros pensadores liberales son Thomas Paine, Alexis de Tocqueville y John Merrill (1974). Milton y Mill proclaman que el último criterio para la verdad y los valores es la conciencia individual. Cada uno contribuye a una 'verdad pública cultural', construida
socialmente por todos, y que por lo tanto puede mejorar. Ninguna institución tiene 'la' verdad. Cada uno debe buscarla, y cada uno la puede presentar al público como en un foro. La sociedad es la suma de individuos que buscan sus propias metas particulares. El
progreso de la sociedad dependerá de elegir las soluciones ‘buenas’ y no las ‘malas’. Por lo
tanto se trata de una libertad para elegir el bien.
Eligen la prensa libre como estandarte y ejemplo de la libertad. Proclaman que ella
debe ser el mercado libre de las ideas. Se pueden publicar aún las declaraciones 'falsas', pues ellas ayudan a aclarar más las
verdaderas. Así pues, en la sociedad cada uno tiene derecho a equivocarse, el error tiene
que tener cabida. Hay que aceptar esta posibilidad, pues el individuo siempre puede
perfeccionarse a través de la educación y el acceso a la información. Cuanta mayor
información haya, mayor será la mejora económica, social y política de la sociedad
(Rowland, 1983. 45). Esto no es peligroso, pues en un auténtico foro, público y libre, lo
falso quedaría rechazado (Principio de autocorrección). La ley del mercado hará que
eventualmente lo bueno prevalezca (pues todos lo querrán) y lo malo desaparezca por sí
solo. (McQuail, 1994: 128s).
El que haya ‘prensa libre’ tiene la ventaja de que la ‘sociedad’ puede conocer así lo
que sus individuos piensan y quieren.
Para el s. XIX ‘libertad de prensa’ significaba que ni el Estado ni cualquier otra
institución podía censurar o atacar a los dueños de los medios.
No hay un estándar objetivo de verdad (interpretada por alguna institución) o un
estándar moral objetivo para cada uno. No se puede legislar la misma moralidad para cada
individuo. La única solución aquí es educar la conciencia, especialmente la subjetiva moral.
Si aparecen cosas inconvenientes, caveat emptor (¡que el comprador esté alerta!,
¡que el usuario de los medios esté alerta y no se deje engañar!).

## La teoría funcionalista de la comunicación

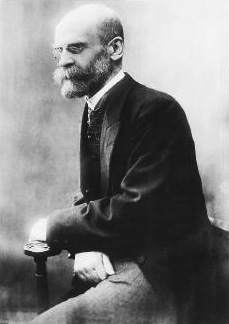
Émile Durkheim

En el ámbito de la comunicación, la "teoría funcionalista" nace a principios del siglo XX con la obra de Harold Lasswell, World Politics and Personal Insecurity y Propaganda and Promotional Activities. Otro de los autores que ha realizado grandes aportaciones a la teoría funcionalista fue Paul Lazarsfeld mediante su trabajo The People's Choice. Esta rama de la teoría funcionalista trata sobre el poder y la influencia de los medios de comunicación en el público.
Esta teoría afirma que los medios de comunicación, entendidos como emisores de información, siempre tienen la intención de obtener un efecto sobre el receptor, es decir, se intenta persuadir a los espectadores. Para conseguirlo se formulan las siguientes preguntas: quién, dice qué,  a través de qué medio, a quién y con qué efecto.
Los receptores, por su parte, tienen un conjunto de necesidades que los medios deben satisfacer.
La función de esta institución tiene tres niveles. Por un lado se estandarizan los fenómenos sociales. Además esclarece las condiciones de los modos de vida y, por último, analiza las funciones de las operaciones repetidas dentro de una sociedad.
Respecto la influencia de los medios de comunicación en la sociedad, la teoría funcionalista habla de que los medios son utilizados por el Estado (Gobierno) para vigilar el entorno, controlarlo y para transmitir la herencia social, antes transmitida mediante la educación.
Los medios de comunicación social son, desde esta perspectiva, un subsistema dentro del sistema social.
La característica de los medios de comunicación se resume en dos grandes funciones sociales y una disfunción:
- Función de conferir prestigio: la posición social de personas, acciones o grupos se ve prestigiada y enaltecida cuando consigue atraer la atención favorable de los medios,
- Función de reforzar las normas sociales: al dar publicidad a las conductas desviadas se acorta la distancia entre la moralidad pública y las actitudes privadas, ejerciendo presión para que se establezca una moral única,
- Disfunción narcotizante: los medios disminuyen el tiempo dedicado a la acción organizada; el hombre “informado” tiende a considerarse  participante, cuando en realidad no desarrolla acción alguna: conoce los problemas pero no actúa para resolverlos.

Como representantes de esta teoría también podemos destacar a M. McLuhan, Berelson y Charles Wright.
Robert Merton -> funciones de los Medios de Comunicación -> determinantes de la estructura social (dependientes y condicionantes de cambios sociales).
Los Medios establecen la norma social, son un agente de socialización (que obvia los comportamientos desviados). Plantean una racionalidad normalizada, repetitiva e institucionalizada que trae consecuencias (ajuste o adaptación tecnofuncional de individuos, grupos y sistemas socioculturales). Tres factores:
1. Tendencia al equilibrio del sistema social. La tendencia natural es al equilibrio, los Medios de Comunicación son instrumentos de control social que contribuyen al equilibrio necesario.
2. Organización institucional de las funciones sociales. Los Medios de Comunicación como institución contribuyen a satisfacer las necesidades de la sociedad. Función es aquí una condición, el estado de las cosas, el resultado de una operación con una estructura que tiene una pauta observable y regular, y que cumple una finalidad de acuerdo a una o más variables. La función puede ser manifiesta o latente (racionalizada, resultado instrumental), y disfuncional (no racionalizada, resultado disfuncional).
3. Interdependencia institucional de las funciones sociales. La sociedad es una estructura interdependiente, el cambio en un elemento repercute en el resto. Dentro de la estructura social encontramos instituciones sociales como los Medios de Comunicación. Estos son vistos como instituciones estabilizadoras que contribuyen a mantener el status quo, dentro de la lógica reproductora de la Sociedad. El funcionalismo analizará los elementos que no funcionan para aislarlos y corregirlos, de este modo la sociedad podrá seguir evolucionando.
La teoría funcionalista centrará sus investigaciones en la capacidad de los Medios para realizar sus funciones (conducta de los receptores, intereses de la audiencia, poder y efecto de los Medios).

### Funciones de los medios de comunicación
Según Lasswell, existen tres funciones esenciales en los medios:
1. Vigilancia del entorno social.
2. Correlación entre los componentes de la sociedad.
3. Transmisión del legado social.

Según Wilbur Schramm:
1. Función de contacto, acercamiento. Medios y personalización.
2. Gestión y ejercicio de liderazgo (político), coordinación de grupos.
3. Instrucción.
4. Entretenimiento.

Según Robert Merton y Paul Lazarsfeld
1. Alertar a los ciudadanos sobre amenazas o peligros.
2. Proporcionar los instrumentos necesarios a los ciudadanos para la realización de actividades cotidianas.
3. Influir en aquellos ciudadanos que se someten a la necesidad y el valor de estar bien informados (entender el mensaje en gran parte a través del receptor)
4. Atribución estatus/prestigio a personas que son objeto de atención de los medios.
5. Disfunciones -> distanciar al ciudadano de lo público y narcotizar, generar apatía o inactividad.

Análisis funcional de los medios según Charles Wright
1. Sistema global de los medios de información en la sociedad.

Consecuencias para grupos/comunidades -> comunicación de masas: hecha para audiencias amplias, heterogénea, anónima, rápida y pública (la organización de los medios es cara y compleja)
1. Modelos específicos de comunicación según el medio utilizado
2. importancia del entramado organizativo e institucional que determina el funcionamiento de los medios.
3. Constatar la centrabilidad de las industrias culturales en la difusión o producción de información.

Puntos fuertes de la teoría funcionalista aplicada a la Información Los medios son esenciales para la sociedad porque cumplen funciones de: integración, cooperación, orden, control, estabilidad, adaptación a cambios, movilización. Los medios efectúan la cohesión social necesaria para la integración social.
Metodología de análisis Objetivo investigación funcionalista = requisitos funcionales de una unidad.
Método de análisis
- Unidad de fenómenos a estudiar
- Hipótesis en relación con el marco (factores que determinan el límite dentro del cual tienen lugar las variaciones)
- Condiciones generales para que la unidad siga en su marco sin cambios considerables

Supuestos de la metodología de análisis de Robert Merton
1. Las actividades sociales o elementos culturales son funcionales para el sistema social o cultural entero
2. Todos los elementos sociales y culturales cumplen funciones sociológicas
3. Son elementos indispensables.

a) Unidad funcional de la sociedad - elementos del sistema social en armonía. Los conflictos se resuelven por la regulación del sistema
b) Universalidad del funcionamiento social - Cultura (funcional) = todo tiempo y civilización dispone de creencias y sistemas materiales con función vital para la comunidad. Cultura = función positiva de integración social.
c) Indispensabilidad de elementos funcionales - forma cultural (ritos, costumbres, ideas...) tiene una función social (necesidad indispensable para el desarrollo de formas culturales).

### Función social
Las instituciones sociales serían medios colectivamente desarrollados para la satisfacción de las necesidades biológicas y culturales, se los define por lo tanto, por el cumplimiento de una función social; enfatizando las medidas que las instituciones toman para alcanzar los fines socialmente valorados. En la escuela funcionalista americana, basada sobre todo en la obra de Talcott Parson, se pone un énfasis particular en el mantenimiento de la estabilidad social.

### Lasswell y la teoría hipodérmica
Teoría desarrollada a finales de 1920 acerca del efecto de  los medios de comunicación de masas sobre la opinión pública. El objetivo era analizar la influencia de los mecanismos de propaganda en la participación ciudadana masiva en la Primera Guerra Mundial. Harold Lasswell en Propaganda Techniques in the World War, afirma que la propaganda permite conseguir la adhesión de los ciudadanos a unos planes políticos determinados sin recurrir a la violencia, sino mediante la manipulación. Sus implicaciones fueron:
- El aislamiento, la individualidad, la falta de interacción, la pasividad.
- La unidireccionalidad.
- La asimetría de los roles: la acción es del emisor que envía el mensaje (produce el estímulo); la pasividad está en el receptor porque sólo lo reciben y reaccionan de forma uniforme.
- La comunicación es un proceso intencional, que busca un efecto concreto y que es medible porque da lugar a una conducta visible, relacionada con el objetivo del emisor.

Esta teoría afirma que los medios de comunicación, entendidos como emisores de información, siempre tienen la intención de obtener un efecto sobre el receptor, es decir, intenta persuadir a los espectadores. Para conseguirlo se formulan las siguientes preguntas: quién, dice qué, a quién, a través de qué medio y con qué efecto.
Los receptores tienen un conjunto de necesidades que los medios deben satisfacer. La función de esta institución tiene tres niveles:
- 1.	Se estandarizan los fenómenos sociales.
- 2.	Esclarece las condiciones de los modos de vida.
- 3.	Analiza las funciones de las operaciones repetidas dentro de una sociedad.

### Funciones de los medios
Los medios son utilizados por el estado (el Gobierno) para vigilar el entorno, controlarlo y para transmitir la herencia social, antes transmitida mediante la educación. Los medios de comunicación social son, desde esta perspectiva, un subsistema dentro del sistema social.
Para Merton, las funciones de los medios de comunicación son determinantes en la estructura social. Establecen la norma social y son un agente de socialización.